# Ledenjak Fedčenko
|  |

Ledenjak Fedčenko je veliki ledenjak na planinama Pamir, u Tadžikistanu. On je dugačak i uzak, dužina mu je oko 77 kilometara. To je najduži ledenjak izvan polarnih regija. Debljina mu je na nekim mjestima oko 1000 metara. On započinje na nadmorskoj visini 6200 metara, dok je podnožje na 2900 metara. Voda se slijeva u par rijeka, a jedna je Amu-Darja koja završava u Aralskom jezeru. 
U zadnjih 100 godina, ledenjak se skratio za 1 kilometar. On je vrlo važan za opskrbu vodom u tom kraju i za hidroelektrane.